# Perdicas II
Perdicas II (en llatí Perdiccas, en grec antic Περδίκκας) fou rei de Macedònia, fill i successor d'Alexandre I de Macedònia vers el 454 aC encara que les diverses notícies dels autors antics donen marge per establir altres dates. Dexip i Eusebi de Cesarea diuen que va regnar 22 o 23 anys, Teopomp diu que 35 anys, i la Crònica de Paros (seguint a Nicomedes d'Acantos, 41 anys.
El seu nom apareix a la història durant la guerra del Peloponès, quan ja portava un temps al tron; anteriorment tenia bones relacions amb els atenencs que probablement li van concedir la ciutadania atenenca pels serveis del seu pare Alexandre durant la guerra contra Pèrsia.
Com que els atenencs no van combatre el seu germà Filip, ni al cap macedoni Derdes, revoltats, Perdicas es va girar contra Atenes i va esclatar la guerra oberta; el 432 aC els atenencs van enviar una flota en suport de Filip i Derdes contra Perdicas, i aquest va donar suport a la ciutat de Potidea que s'havia sostret del jou atenenc; Perdicas va enviar ambaixadors a Esparta i Corint per demanar a aquestos estats de fer la guerra a Atenes i encara que durant un temps les negociacions no van portar a cap resultat, els atenencs tampoc van aconseguir gaire cosa: Therma fou ocupada però Pidna, assetjada va resistir; finalment es va signar un tractat que tenia per objecte deixar a Atenes les mans lliures contra Potidea.
Perdicas no va tardar a trencar l'acord i va enviar un cos de cavalleria en ajut de Potidea, encara que aquestes tropes no van aconseguir distreure als atenencs; la guerra va seguir fins al 431 aC quan Nimfòdor d'Abdera va obtenir un tractat de pau pel qual Therma era restituïda a Macedònia. Llavors Perdicas va donar un minse suport al general Foció contra els calcídids, però va enviar secretament ajut als ambraciotes i els seus aliats en l'expedició contra Acarnània.
El 429 aC el rei dels odrisis de Tràcia, Sitalces, va envair Macedònia amb un exèrcit de cent cinquanta mil homes, amb l'objecte declarat d'establir al tron a Amintes, fill de Filip i nebot de Perdicas. Aquest no va poder presentar resistència efectiva als odrisis i es va haver d'acontentar amb atacs aïllats amb la cavalleria lleugera i a tallar els seus subministraments. L'exèrcit odrisi, massa nombrós, va poder saquejar Macedònia sense oposició i ocupar les ciutats menors, però en no tenir la cooperació de la flota atenenca, i després d'estar un temps a Calcídia, va haver de retornar per manca de provisions. Seutes, el nebot de Sitalces, que havia estat subornat per Perdicas, fou l'element principal en aquesta decisió del rei traci. Seutes va rebre la mà d'Estratonice, germana de Perdicas, en recompensa.
Durant els anys següents no apareix esmentat encara que les relacions amb Atenes van romandre hostils. Va ser Perdicas qui va recolzar l'expedició del general espartà Bràsides (424 aC) a Macedònia i Tràcia; només arribar el general espartà a Macedònia, Perdicas va reprendre una guerra que lliurava contra Arribeu, rei dels lincestes. Bràsides va unir les seves forces amb les del rei macedoni, però aviat va tenir un paper de mediador i finalment va signar un tractat amb Arribeu que va molestar molt a Perdicas, i aquest va retirar els subministraments que havia promès als espartans i no va participar en les operacions de Bràsides a la Calcídia i Tràcia.
El 423 aC es va signar una treva d'un any entre Esparta i Atenes i Bràsides va suspendre les operacions; llavors Perdicas va aconseguir el seu ajut per reprendre la campanya contra Arribeu de Lincestis; també va aconseguir el suport d'un cos d'il·liris però aquestos es van passar sobtadament als lincestes, i les forces macedonis, alarmades, van quedar preses del pànic, obligant el rei macedoni a una retirada deixant als espartans en mans de l'enemic. Bràsides va salvar el seu exèrcit amb una genial retirada, però els espartans van considerar llavors a Perdicas com enemic i poc després es va produir la ruptura. Així que poc abans del 421 aC Perdicas va signar la pau amb Atenes abandonant l'antiga aliança espartana.
El feble suport de Perdicas va contribuir al fracàs de l'exèrcit atenenc a la Calcídia. El 418 aC Perdicas, en secret, va entrar a la lliga formada per Esparta i Argos el que va portar a la renovació de la guerra amb Atenes, però sense cap resultat destacat. Més tard tornava a ser aliat d'Atenes sense cap referència a les circumstàncies que l'havien fet canviar de bàndol encara que sembla clar que s'unia a una part bel·ligerant o l'altra segons els seus propis interessos.
D'acord amb Tucídides vivia encara el 414 aC i probablement va morir al final d'aquell any o al començament del 413 aC. El va succeir el seu fill bastard Arquelau I. Perdicas va estar casat amb una dona de nom Cleòpatra.